# Synasellus vilacondensis
Synasellus vilacondensis är en kräftdjursart som beskrevs av Odette Afonso 1987. Synasellus vilacondensis ingår i släktet Synasellus och familjen sötvattensgråsuggor. Inga underarter finns listade i Catalogue of Life.